# Monsters of Mora
Monsters of Mora var en festival i Mora, i FM Mattsson Arena, vilken startade 2007 då Joacim Cans, sångare i Hammerfall ville genomföra en konsert med Hammerfall, Sabaton, Sator och Tryckvåg i sin gamla hembygd. 
2008 hade Cans flyttat hem till Mora och utökat konserten till en två dagars festival, med artister som D-A-D, Hardcore Superstar, Blaze Bayley, Primal Fear, Team Cans, Lillasyster, Astral Doors, Bloodbound och Ammotrack. Den hölls 31 oktober-1 november och arrangörerna ansåg sig då ha kapacitet att bli Sveriges största inomhusfestival. 
På grund av 2008 års negativa publiktillströmning samt den rådande lågkonjunkturen i branschen beslöt arrangörerna att inte genomföra Monsters of Mora 2009.